# Гамла Уллеви
Гамла Уллеви (швед. Gamla Ullevi) — футбольный стадион, расположенный в Гётеборге, в Швеции. Вместимость стадиона составляет 18 416 зрителей. Он служит домашней ареной для футбольных клубов «Гётеборг», ГАИС, «Эргрюте», а также для женской сборной Швеции по футболу.

## История

### Предыстория
Три клуба Гётеборгского альянса (швед. Göteborgsalliansen) проводили большинство своих домашней матчей на старой Гамле Уллеви с момента её открытия в 1916 году и до завершения строительства стадиона Уллеви в 1958 году, как одной из арен чемпионата мира 1958 года в Швеции. С этого времени тройка гётеборгских команд принимала гостей преимущественно на этом большом стадионе вместимостью более 40 000 человек, но по мере того, как в 1980-х и начале 1990-х годов посещаемость их матчей уменьшалась, а также в связи с удалением террас, раздавались призывы вернуться на старый стадион. После реконструкции Гамла Уллеви с 1992 года вновь стала домашней ареной для клубов Гётеборгского альянса.
Но стадион, построенный почти 100 лет назад, имел ряд недостатков: в безопасности и архитектуре, также не хватало пропускной способности. Столбы на трибунах частично закрывали вид для зрителей. В апреле 2002 года были обнародованы предложения по модернизации одного из двух стадионов Уллеви или строительству нового стадиона. Были представлены четыре различных плана: строительство выдвижных трибун на коротких сторонах Уллеви, две различные идеи по реконструкции и расширению Гамлы Уллеви, а также снос Гамлы Уллеви и строительство новой арены на её территории.
Другие предложения в 2002 и 2003 годах касались строительства нового стадиона в Мёльндале (соседнем с Гётеборгом муниципалитете), новой арены на месте старого стадиона Вальхалла ИП, расположенного между Уллеви и Скандинавиум, а третий вариант предполагал снос Гамлы Уллеви и перенос всех футбольных мероприятий в более крупный Уллеви, который был бы перестроен в купольную арену с мобильным полем, которое выдвигалось бы ближе к зрителям во время официальных матчей.
Ещё один план был обнародован в январе 2005 года, который предусматривал создание гигантского спортивного комплекса на месте Вальхаллы ИП, включавшего бы в себя футбольный стадион на 28 000 мест с выдвижной крышей и хоккейную арену на 12 000 мест с пабами, ресторанами и другими составляющими. Стоимость проекта оценивалась в 700 миллионов шведских крон, предполагалось, что комплекс будет принадлежать трём членам Гётеборгского альянса и «Фрёлунде», крупнейшему хоккейному клубу в городе.

### Строительство

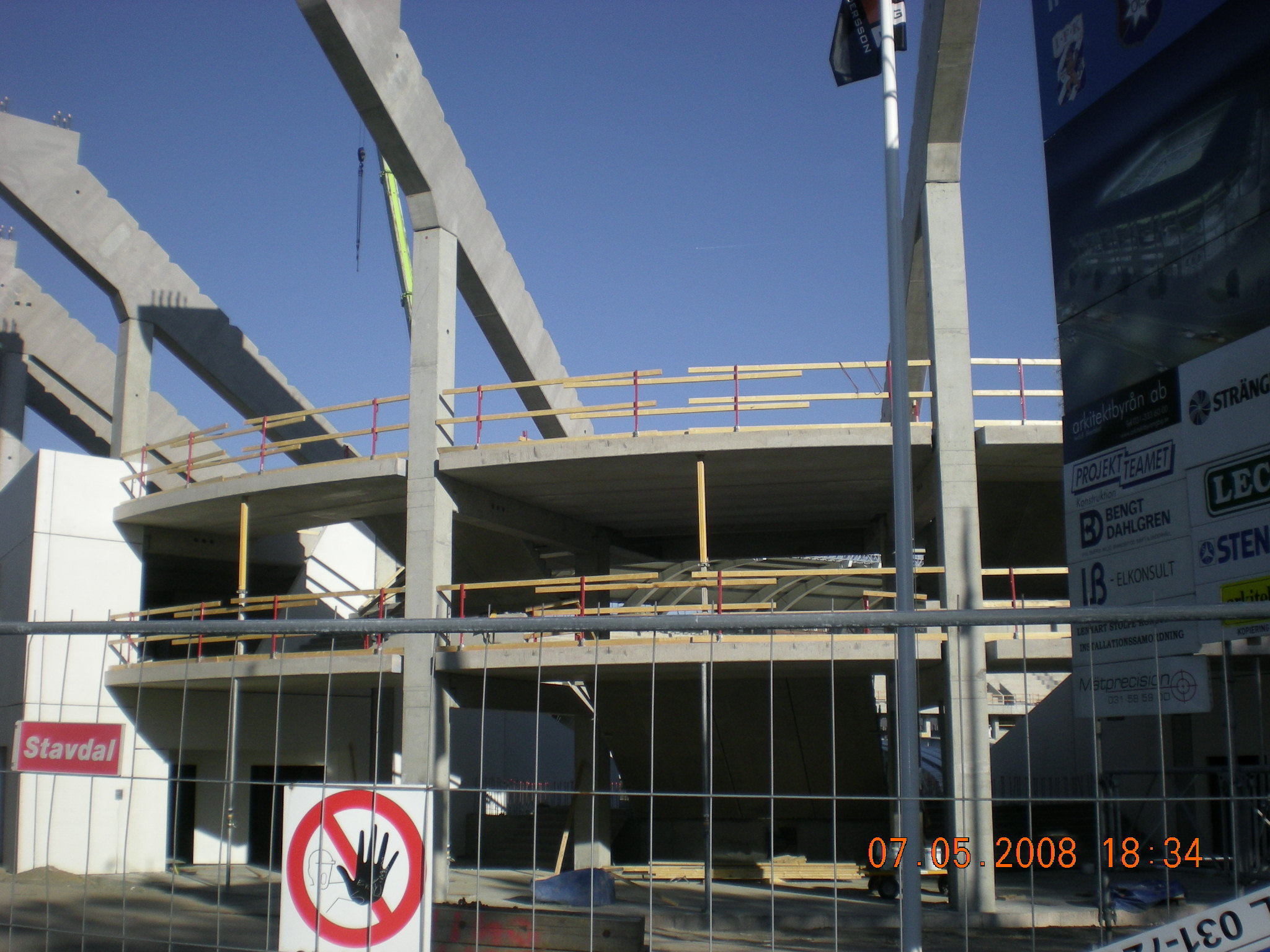
Строительство стадиона в мае 2008 года.

Окончательный план стадиона и его сооружений был утверждён в декабре 2006 года и предусматривал ряд улучшений по сравнению с первоначальными планами, представленными в 2005 году. Общий бюджет составил 240 миллионов шведских крон, который, как было отмечено, был очень жестким и был увеличен до 270, что позволило построить закрытые углы стадиона. Первоначальные планы предусматривали вместимость арены в 17 800 человек. На стадионе также планировалось разместить два больших телевизионных экрана и выделить 2 500 м² для коммерческих целей, а также зал площадью 900 м² с 18 частными боксами.
В проекте не было выдвижной крыши из-за того, что она обошлась бы в 300 миллионов шведских крон, больше чем вся стоимость стадиона. Но была оставлена возможность её появления в будущем, в случае необходимости. Было решено также сделать естественный газон на поле, так как это было обязательным требованием для проведения там матчей чемпионата Европы по футболу среди молодёжных команд 2009 года. Но как и в случае с крышей была оставлена возможность перехода в будущем на искусственный газон. К тому же хорошему росту травы препятствуют закрытые углы и высокие трибуны, мешающие проникновению ветра и солнца.
Во время строительства два клуба, для которых ранее Гамла Уллеви служила домашней ареной, ГАИС и «Гётеборг» принимали гостей на гораздо большем стадионе Уллеви, в то время как третий клуб Гётеборгского альянса, Эргрюте, проводил домашние матчи на Вальхалле ИП. Первоначально было объявлено, что Нья Гамла Уллеви будет официально открыта матчем с участием команды Гётеборгского альянса, с участием игроков из всех трёх его клубов (как это было сделано при открытии Гамлы Уллеви в 1992 году), и сборной Швеции или европейского топ-клуба. Позднее стало известно, что в матче открытия сыграет женская сборная Швеции, а команда альянса проведёт вторую игру открытия.

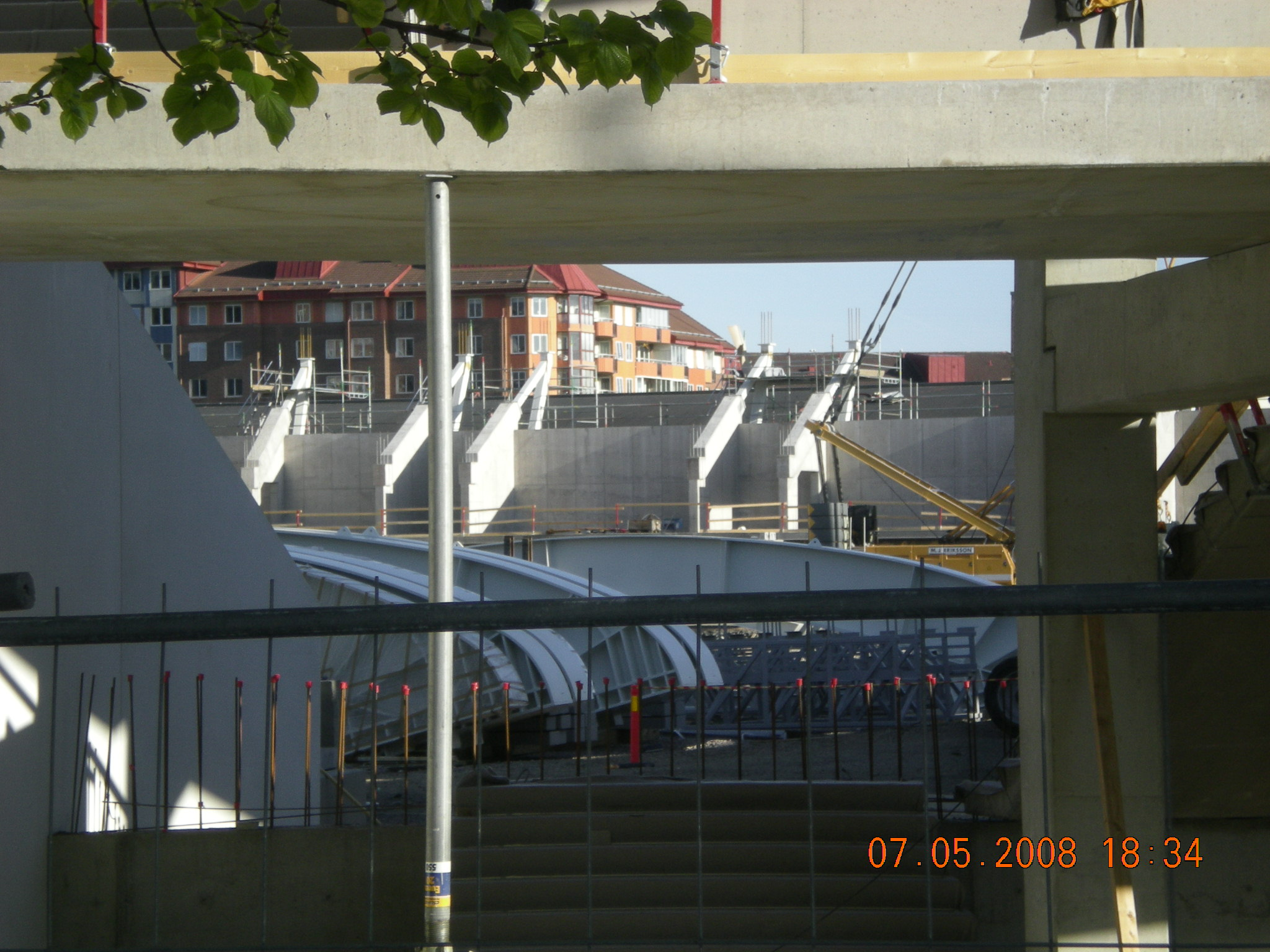
Три балки крыши, размещенные внутри стадиона, в подготовке к установке.

По словам руководителя проекта Яна-Оке Йоханссона из Higabgruppen, строительство проходило в соответствии с планом и работы на фундаментах были завершены к январю 2008 года. Он также заявил, что стены и крыша стадиона будут закончены к августу 2008 года за исключением юго—западного угла, который будет оставаться открытым немного дольше, чтобы позволять строительной технике и кранам перемещаться туда и обратно, что к тому моменту останутся только произвести внутренние работы. Расчётная стоимость стадиона в то же время выросла до 335 миллионов шведских крон без учёта коммерческих площадей и, возможно, ещё увеличилась в 2009 году. По сравнению с 180 миллионами крон, заявленными в первоначальных планах, изменения и дополнения увеличили стоимость арены на 86 процентов.

### Название

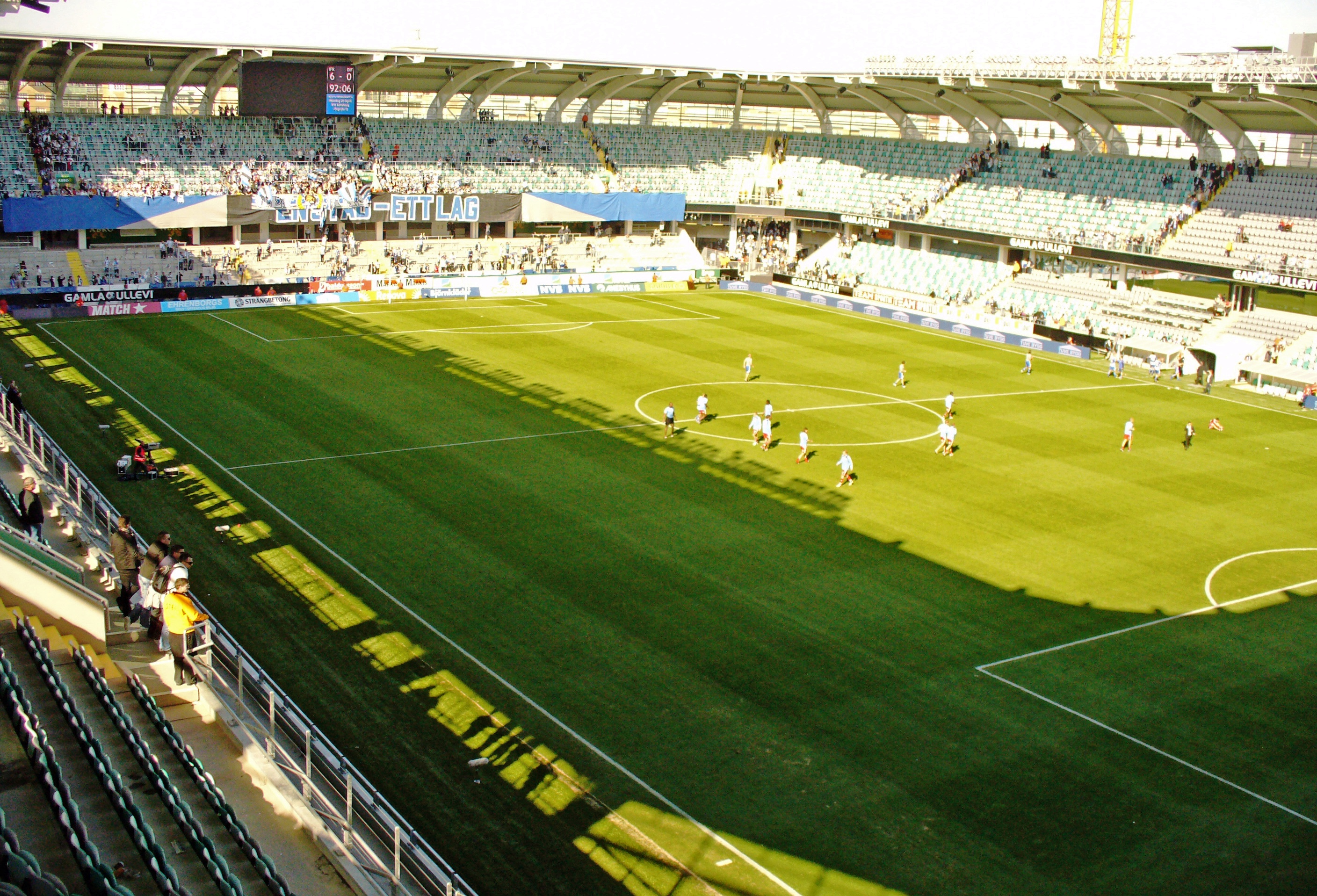
Гамла Уллеви.

Названием, используемым на первой пресс-конференции, посвящённой новому стадиону, было «Нья Гамла Уллеви» (швед. Nya Gamla Ullevi), что переводится как «Новый старый Уллеви». Оно было основано на существовавшие тогда стадионы Гамла Уллеви and (Нья) Уллеви. При этом было отмечено, что название было временное, а окончательное вряд ли будет содержать слово Уллеви из-за создания ещё большей путаницы, чем было ранее. Подрядчик Higabgruppen использовал для проекта название «Футбольная арена» (швед. Fotbollsarenan). Также предлагался вариант «Гуннар Грен Арена» в честь Гуннара Грена, одного из лучших игроков в истории шведского футбола, успевшего также поиграть за все три клуба Гётеборгского альянса. К тому же ему уже был установлен памятник возле старого стадиона. Другими предложениями были «Виктория Арена» и «Готия Арена», клубы также были готовы продать название арены какой-либо компании, чтобы получить дополнительный источник дохода.
Другой альтернативой, которая обсуждалась и получила поддержку всех сторон (властей, оппозиционных политиков, организаций и широкой общественности), было со временем позволить новому стадиону взять имя Уллеви, а тот стадион переименовать во что-то другое: «Гётеборг» или «Готию», например. 8 сентября 2008 года окончательное решение об именовании нового стадиона было принято Стуре Алленом, членом и бывшим секретарём Шведской академии и профессором вычислительной лингвистики, в сотрудничестве с муниципальным комитетом по именованию. Оно было представлено 1 октября 2008 года и заключалось в поддержке идеи назвать стадион «Гамла Уллеви». Предложенное затем было одобрено муниципальным исполнительным комитетом 15 октября 2008 года. Также был представлен план продаж названий четырёх основных трибун стадион.
Само название «Уллеви» состоит из двух частей. Первая часть «Улле-» — родительный падеж от имени скандинавского бога Улля, покровительствующего спортсменам и здоровому образу жизни. Вторая часть названия "-ви " — это общий термин, используемый в нескольких шведских топонимах, который относится к святыне, священному месту или тингу. Таким образом, «Уллеви» можно перевести как «святилища Улля». Домашняя арена сборной Норвегии по футболу, Уллевол, также содержит имя этого скандинавского бога.

## Критика

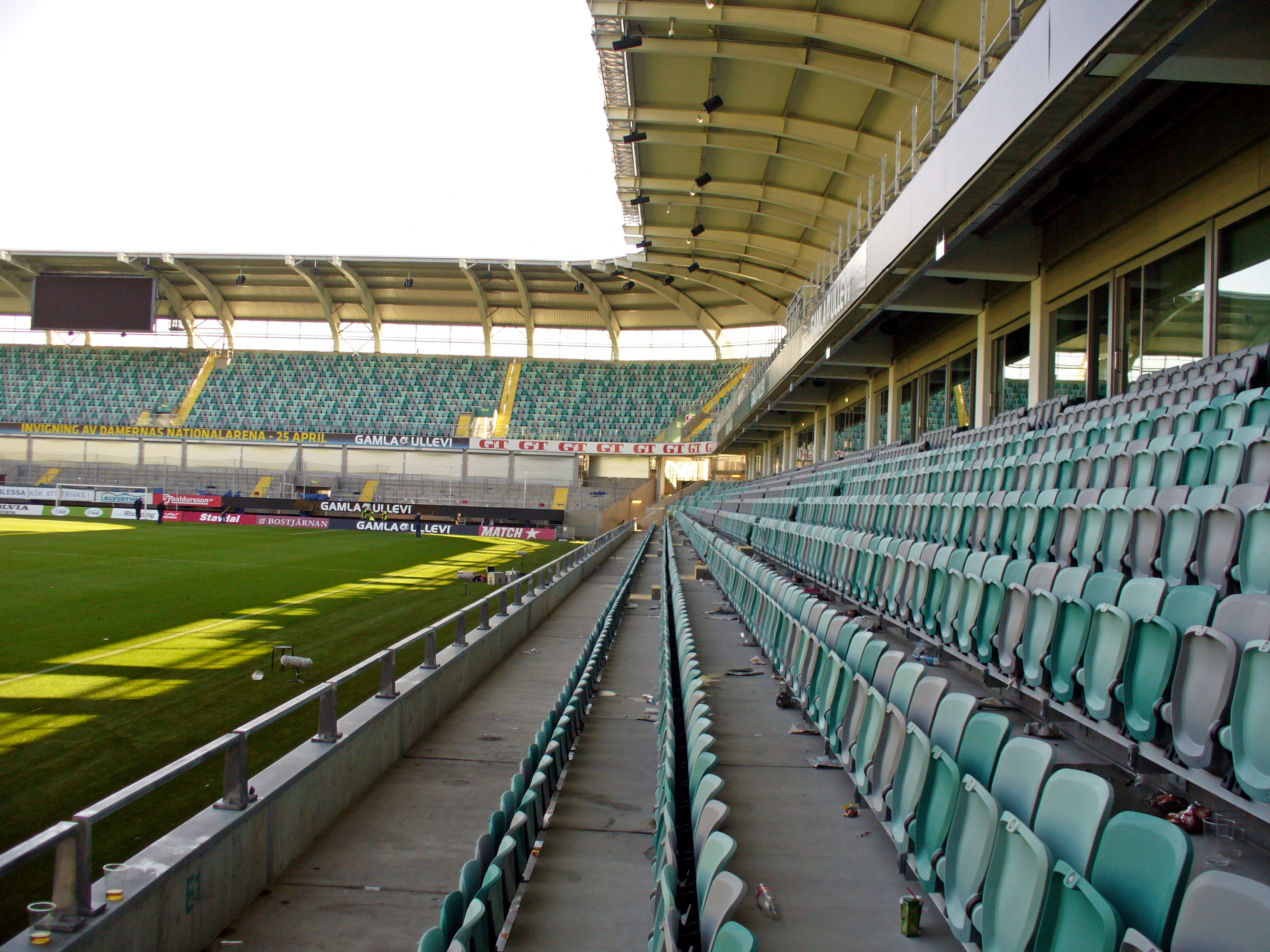
Трибуна Гамлы Уллеви.

Весь процесс принятия решений вокруг строительства стадиона, включая его дизайн и стоимость, подвергался резкой критики как со стороны сторонников проекта и СМИ, так и со стороны политической оппозиции в Гётеборге. Она касалась большой таинственности и поспешности при принятии решения, отсутствия предвидения, включая ограниченный бюджет, и участия в этом процессе слишком большого количества политиков. Критика возымела некоторое действие: бюджет был немного увеличен, чтобы позволить закрыть углы арены, но некоторые поднятые вопросы так никогда и не обсуждались. Одним из таких вопросов было использование стадиона Брондбю в качестве образца для проекта, так как эта арена позднее должна была пройти капитальный ремонт из-за того, что её коммерческие площади были сочтены недостаточными.
Футбольный эксперт и бывший редактор футбольного журнала «Offside» Маттиас Йёранссон назвал стадион «любительским строением», которое приведёт в будущем к проблемам, упомянув, среди прочего, отсутствие ресторанов, офисных помещений и гаража.

## Средняя посещаемость
| Сезон | ИФК Гётеборг | ГАИС  | Эргрюте | Хеккен | Примечания                                      |
| ----- | ------------ | ----- | ------- | ------ | ----------------------------------------------- |
| 2009  | 13 813       | 5 687 | 4 939   | -      |                                                 |
| 2010  | 10 489       | 4 666 | 2 264   | -      |                                                 |
| 2011  | 10 849       | 5 933 | 1 496   | -      |                                                 |
| 2012  | 10 493       | 4 783 | 2 422   | -      |                                                 |
| 2013  | 11 598       | 3 335 | 2 682   | -      |                                                 |
| 2014  | 10 739       | 3 384 | -       | 2 820  | «Эргрюте» провёл на стадионе один домашний матч |